# 古尔利宗
古尔利宗（法語：Gourlizon，法語發音：[ɡuʁlizɔ̃]）是法国菲尼斯泰尔省的一个市镇，位于该省西南部，属于坎佩尔区。

## 地理
古尔利宗（48°1'11"N, 4°16'1"W）面积9.91 平方千米，位于法国布列塔尼大區菲尼斯泰尔省，该省份为法国最西部的省份，位于布列塔尼半岛西部，北西南三面环大西洋，东临阿摩尔滨海省和莫尔比昂省。
与古尔利宗接壤的市镇（或旧市镇、城区）包括：盖恩加、勒瑞克、朗迪代克、普洛加斯泰勒-圣日耳曼、普洛内斯、普尔代加特。

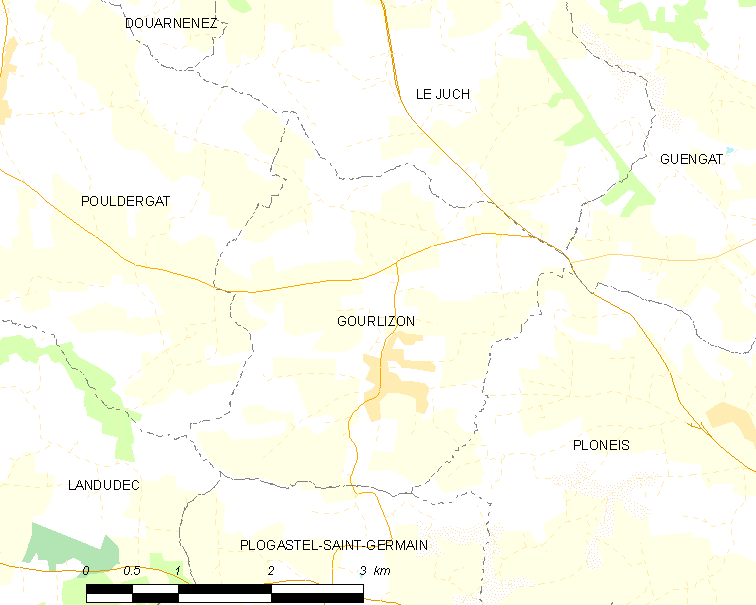
古尔利宗的OSM定位图

古尔利宗的时区为UTC+01:00、UTC+02:00（夏令时）。

## 行政
古尔利宗的邮政编码为29710，INSEE市镇编码为29065。

## 政治
古尔利宗所属的省级选区为普洛内乌尔-朗韦恩县。

## 人口

1962-2008年间古尔利宗人口变化图示

古尔利宗于2022年1月1日时的人口数量为950人。